# 越境転職
越境転職（えっきょうてんしょく）とは、異業種、異職種間の転職のことである。

## 背景
産業構造の変革により、業種の概念が刷新が必要となっている。そのような中で、「転職・採用は業種も職種も問わない傾向」が加速している。2009～2013年の5年間に異業種転職が決定した数の平均を「1」とすると、2018年には「越境転職」は、2.6倍に増えた。リクルートキャリアによると、一例として企業のデジタルトランスフォーメーションの加速などを背景に、「業種や職種の壁は融解」し、異業種から新しい発想やノウハウを取り入れようという方針が加速したことが理由にある。「こうした越境する個人と企業の新たな出会いは、今後も加速していく」と予想している。また、IT技術職においては都市部と地方の給与格差が少ないために地方への移動もある。またコロナウイルス流行によるリモートワークの加速も背景にある。

## 経営戦略との兼ね合い
VUCA時代を迎え、未来予測が非常に難しくなっている。変化に応える経営戦略とそれを実現する人材戦略として越境転職が注目されている。組織として経験のない領域での人材育成は困難であるが、今後も産業構造転換とともに事業転換は進むとされるためである。
- 同業種同職種

従来型の欠員補充。
- 同業種異職種

(同じ業界だが)自社で雇用してきた人材と異なる。職種・スキルの人材へのアプローチ。
- 異業種同職種

従来通りの人材を他業界にも求める(従来型の拡充)。
- 異業種異職種

業界も職種・スキルも異なる人材へのアプローチ。
異業界の場合は経営戦略に基づく将来と、そこで必要となる人材に求める要件や期待を転職希望者に語りかける必要があり、新規のノウハウ導入にも有効である。
求人側、応募側双方に異業界における知見が必要となる。

## 物が欲しい経済から体験価値へ
物が欲しい経済から体験価値が欲しい経済に変化してきており、既存の企業や産業が新しい分野や市場に進出する際や、多角的な展開をする際、必要となるのが新しいサービスを考えることができる人材が求められている。
また、企業が新しい分野に進出する場合には、その分野の専門性を持ったこれまでとは異質の人材が必要となるためである。
例えば自動車メーカーでは、車を造るだけではなくMaaS（Mobility as a Service）などいまは「移動のサービス」を提供する会社になってきていることなどがあげられる。

## イノベーションと越境転職
「固定観念や先入観により、既存社員だけでは新しい発想が生まれないという課題から、異業種から新しい知見を取り入れたい」という理由により越境転職は増えている。
人材に関して多様性がある方がイノベーションが起きやすい一方、効率性は落ちるというハーバードビジネスレビュー、リー・フレミングの調査結果がある。

### 越境転職事例
厚労省からソフトバンクに入社し「目利き」役として働いている事例や住友商事からP&Gなどの事例がある。また、オープンイノベーションの観点からも有効である。
デジタルトランスフォーメーションの観点から、製造業やその他の業種がデジタル人材を採用する。IT企業のドワンゴが、映像処理の高速化のためASIC、FPGAでの実装のためハードウェアエンジニアを採用した例などがある。
また、トヨタ自動車で10年間エンジニアとして働いた人が会計事務所に転職し、トヨタ生産方式のカイゼン活動を会計事務所でおこなった例。某大手ECサイトにおいて新規事業で生鮮食料品の販売を開始する際、青果の世界で30年も卸売業に携わってきた40～50代の人材を採用した例などがある。
化学プラントでのAI活用やIoTの利用のため
、三井化学、東ソーなどの化学メーカーがAIエンジニアや回路設計のIoTの端末開発を目的としてハードウェアエンジニアを募集した事例もある。製薬業界では中外製薬において日本IBM出身者がデジタルトランスフォーメーションのビジョンを明確に打ち出すことで人材獲得を他業界から行っている。
タクシー会社の日本交通では、ソフトウェア、回路設計などのハードウェア技術者も採用しデジタルトランスフォーメーション、車載機器の開発に取り組んでいる。
アイリスオーヤマが、生活用品や家具から家電製品を開発、販売する会社に事業転換をする上で、家電メーカー出身のエンジニアを採用した例などもある。

### コロナ後の越境転職での変化
企業が欲しがる人材像は、コロナ前までは、今のビジネスモデルを太くできるハイパフォーマーが人気であった。
新型コロナウイルス感染症の世界的流行後は、「変化を起こして、新しい風」を吹き込める人材が求められている。企業の活動では「既存のビジネスを太くし、取りこぼしをなくす」、「自社にとって新しいビジネスやイノベーションを起こす」この二つが求められるが、前者が難しくなったためである。成長軌道に乗らなければ、既存のビジネスを太くする人材はニーズに合わない。
その結果、異業種、異職種間の「越境転職」が増えた。たとえば、飲食店に料理人はたくさんいても、SNSを使ったファンマーケティングをできる人はごく少数であるためである。

## 人材育成

### 異業界人材のリスキリング
異業界から人を受け入れる場合、課題を提示、新しい提案をしてもらうことで新しい発想やイノベーション、ダイバーシティにはつながるものの、業務があまりに違う場合には即戦力にはならない場合があり受け入れる側も人材育成の観点が必要である。リスキリング（学び直し）で育てる動きもある。新卒との違いは他の会社や組織を知っていることであり課題解決、課題への気づきやノウハウ導入につなげる。また、自社には持っていない、考えもしなかったノウハウや技術が持ち込まれる場合がある。
また、自社の社員をベンチャー企業へ移籍し気づき、修行を与える「レンタル移籍」などの制度もある。

### 短期の移籍
イノベーションを目的として短期間、人材を社外に武者修行させる制度DXを目的として、高度人材を短期間シェアリングするサービスなどが存在する。

## アナロジー思考
業界内でなく他業界など、異分野から類似点を見つけアイデアを借りてくる思考法をアナロジー思考という。これは、発想を飛躍させることにつながり越境転職にも関係したイノベーションの手段となる。特に異業種であっても、「関係/構造レベル」が極めて似ている場合があり、ノウハウ導入にとっては宝の山となる。共通点と相違点を適切に見極め共通点をターゲットにしていくことが重要である。
相違点が過大に評価されたり、他業界のことを知らないことにより自分の業界が「特殊」だからとして、他の世界のアイデアを借りてしまうのを拒否し機会損失が起きることも多い。旧態依然とした組織や閉鎖的な業界などでこのような状態が起こりやすい。皮肉なことに同じ世界に長くいる人ほどこうした思考回路に陥りがちである。

## ポータブルスキル
越境転職で重要なのが、ポータブルスキルという考え方であり「専門知識」「専門技術」のほか、「課題を明らかにする」「計画を立てる」「実行する」。「社内対応」「社外対応」「部下マネージメント」などのスキルある。
このうち、「課題を明らかにする」「計画を立てる」「実行する」。「社内対応」「社外対応」「部下マネージメント」などのスキルはどの業界でも通用するものであり、学習塾の教師から、携帯販売のショップへ転職して大活躍した人や記者をずっとやっていた人がリクルート系企業の営業職に転職し、成績を残して表彰されたという事例もある。

## 行政における動向
2022年、民間企業から公務員への転職は3年で約3倍に増えた。背景には、国が打ち出している「デジタル・ガバメント実行計画」への対応や、民間出身者ならではの「ルールに縛られない自由な発想」を期待する傾向がある。また、受験者も増加傾向にあり地方公務員の中途採用、受験者が過去１０年で最多の４万人超となった。多様な経歴を持つ民間人材を確保したいという理由がある。例として、佐賀県庁では社会人採用全国1位であり、民間の手腕を重視を重視している。

## 異業種、年齢等の条件突破
多くの企業において同じ業界のことしかわからないため、採用側も視点が他業界に向かないことが多い。
相手企業の課題を聞き出し、それに対してアピールし、未経験の壁はスキルの紐づけで突破するという経験則がある。
また、年齢や業界の求人要件が突破できない際には社長へのメールや、添え状とともに直接書類を郵送することで条件破壊が可能であるという意見もある。
転職エージェントでは、求職者から転職やキャリアについて話を聞き、経験やスキル、想いなどを聞き出し業界・職種で生かせそうか、キャリアドバイザーと会話を重ねる中で深掘りする。一方、企業側に対しては、人材戦略や採用の相談を受けたとき、そのポジションではどのような方が活躍できそうかを深掘りすることで越境転職を実現しているという。

## 採用方法
一般的な中途採用では即戦力を求める場合は業務に必要なスキル面を明示、スキルが合う人を採用する。
一方、越境転職では要件は広く募集し会社の課題や問題点、あるいは中期計画での将来ビジョンを提示しそれに対して提案や意見、何が貢献できるかなどを提示してもらう形で採用する。
それは、より幅広い層の中から従来の企業、組織では気づいていなかった課題や解決方法の提示となるためである。
行政の例では、佐賀県が「『佐賀愛』を持った人に受験してもらうため、今後も既成概念にとらわれず、さまざまな工夫をしていきたい」としており、エントリーシートや小論文では今までの社会人経験からどのように行政に活かすかを問いかける形となっている。過去には、ミクシィ出身やポニーキャニオンの出身者がいるという。